# Costellazione di satelliti di OneWeb
La costellazione di satelliti di OneWeb, conosciuta anche come WorldVu, è un progetto di costellazione di circa 650 satelliti di telecomunicazione che circolano su un'orbita bassa per fornire agli individui un accesso mondiale a Internet a partire dal 2019.
La costellazione è proposta dalla società WorldVu Ltd e prevede 648 satelliti di comunicazione che opereranno in un’orbita terrestre bassa e circolare, ad approssimativamente 750 miglia (1 200 km) di altitudine.
L'obiettivo commerciale è costituito dalle centinaia di milioni di potenziali utenti di internet che vivono nelle regioni troppo isolate per beneficiare della rete terrestre.
Airbus è il primo appaltatore per la costruzione dei satelliti.